# Cividale del Friuli
Cividale del Friuli (slovensk: Čedad; tysk: Östrich) er en by og kommune i det nordlige Italien tæt ved grænsen til Slovenien, byen har 10.815(2023) indbyggere. Byen blev grundlagt omkring 50 f.Kr. af Julius Cæsar, som gav den navnet Forum Iulii. I 500-tallet blev den besat af langobarderne. I 776 blev den besat af frankernes kejser Karl den Store. I 1419 kom den ind under Republikken Venedig; 1813 til Kejserriget Østrig for endelig i 1866 at blive italiensk.
På grund af sin lange historie er den også kendt for at have særligt mange huse og bygninger fra middelalderen.
1. 1 2  demo.istat.it (fra Wikidata).